# بيتر براندت (مؤرخ)
بيتر براندت (بالألمانية: Peter Brandt)‏ (و. 1948  م) هو مؤرخ، وأستاذ جامعي، وكاتب غير روائي ألماني، ولد في برلين، هو عضوٌ في الحزب الديمقراطي الاجتماعي الألماني.

## جوائز
حصل على جوائز منها:

وسام الصليب من رتبة استحقاق من جمهورية ألمانيا الاتحادية

## وصلات خارجية
- بيتر براندت على موقع IMDb (الإنجليزية)
- بيتر براندت على موقع قاعدة بيانات الأفلام السويدية (السويدية)
- بيتر براندت على موقع قاعدة بيانات الفيلم (الإنجليزية)
- بيتر براندت على موقع كينوبويسك (الروسية)

- بيتر براندت في قاعدة بيانات الأفلام على الإنترنت